# Терн, Симон
Юхан Симон Терн (швед. Johan Simon Thern; род. 18 сентября 1992, Вернаму, Йёнчёпинг) — шведский футболист, полузащитник клуба «Гётеборг» и сборной Швеции. Сын известного шведского футболиста Йонаса Терна.

## Клубная карьера
Терн воспитанник клуба «Вернаму» из своего родного города, который выступает в первом дивизионе. В 2010 году он перешёл в «Хельсингборг». 22 апреля 2011 года в матче против «Сюрианска» Симон дебютировал в Аллсвенскан лиге. 9 мая в поединке против «Эфле» Терн забил свой первый гол за команду. В том же году он помог клубу выиграть Аллсвенскан лигу, а также стать обладателем Кубка и Суперкубка Швеции.
В 2012 году Симон перешёл в «Мальмё», подписав контракт на три года. 2 апреля в поединке против «Эльфе» он дебютировал за новую команду. 14 мая во встрече против «Гётеборга» Терн забил свой первый гол. С «Мальмё» он во второй раз завоевал золотой чемпионата и выиграл Суперкубок.
В начале 2105 года Симон перешёл в нидерландский «Херенвен». 18 января в матче против «Утрехта» он дебютировал в Эредивизи, заменив во втором тайме Марка Ута. 4 февраля в поединке против «Фейеноорда» Терн забил свой первый гол за «Херенвен».

## Международная карьера
10 августа 2011 года в матче против молодёжной сборной Нидерландов Терн дебютировал за молодёжной сборной Швеции.
23 января 2013 года в матче Кубка короля Таиланда против сборной Северной Кореи Симон дебютировал за сборную Швеции.

## Достижения
Командные
 «Хельсингборг»
- Чемпионат Швеции по футболу — 2011
- Обладатель Кубка Швеции — 2011
- Обладатель Суперкубка Швеции — 2011

 «Мальмё»
- Чемпионат Швеции по футболу — 2013
- Обладатель Суперкубка Швеции — 2011